# Мэннинг, Оливия
Оливия Мэри Мэннинг (2 марта 1908 — 23 июля 1980) — британская писательница, поэтесса и рецензент. Её художественная и нехудожественная литература, часто подробно описывающая путешествия и личные Одиссеи, в основном разворачивалась в Великобритании, Европе и на Ближнем Востоке. Она часто писала на основе своего опыта, хотя её книги также демонстрируют сильные стороны в творческом письме. Её книги вызывают всеобщее восхищение своим художественным взглядом и яркими описаниями местности.
Юность Мэннинг была разделена между Портсмутом и Ирландией, что дало ей то, что она описала как «обычное англо-ирландское чувство принадлежности нигде». Она училась в художественной школе и переехала в Лондон, где в 1937 году был опубликован её первый серьёзный роман «Ветер меняется». В августе 1939 года она вышла замуж за Р. Д. Смита («Реджи»), лектора Британского совета, работавшего в Бухаресте, Румыния, а затем жила в Греции, Египте и Британской подмандатной Палестине, когда нацисты захватили Восточную Европу. Её переживания легли в основу её самой известной работы — шести романов, составляющих Балканскую трилогию и Левантскую трилогию, известные в совокупности как «Военные удачи». Критики оценили её общую работу как неравномерную по качеству, но эта серия, опубликованная между 1960 и 1980 годами, была описана Энтони Бёрджессом как «лучший вымышленный отчёт о войне, созданный британским писателем».
После войны Мэннинг вернулась в Лондон и жила там до самой своей смерти в 1980 году; она писала стихи, рассказы, романы, нехудожественные произведения, рецензии и драмы для британской радиовещательной корпорации. И у Мэннинг, и у её мужа были романы, но они никогда не помышляли о разводе. Её отношения с такими писателями, как Стиви Смит и Айрис Мёрдок, были непростыми, поскольку неуверенная в себе Мэннинг завидовала их большему успеху. Её постоянное ворчание на всевозможные темы отражается в её прозвище «Оливия стонет», но Смит никогда не колебался в своей роли главного сторонника и ободряющего партнёра своей жены, уверенный, что её талант в конечном счёте будет признан. Как она и опасалась, настоящая слава пришла только после её смерти в 1980 году, когда в 1987 году по телевидению была показана экранизация «Судьбы войны».